# AYANO (バンド)
AYANO（アヤノ）は、日本のポストロックバンド。 「生と死」をテーマとしている。

## 来歴
2006年結成。結成当初はロックやダンスロックを主軸としていたが、2013年にリーダーであるyjの意向により大幅に音楽性を変更、ほぼインストゥルメンタルなポストロックバンドに変貌する。
聞く者の生活や思想にも浸透できる音楽を志向し、2013年〜2014年にかけて四季になぞり単独公演"Art Your Life" 〜four season tour〜を開催。プラネタリウムやクラシックホール等で公演を行う。その間の2014年1月22日に1st アルバム"Few Steps to Heaven (and then...)"をリリース。初となるミュージックビデオ"Golgotha"の監督にtoeのライブビデオ『式 -toe-』などを手がけた津田肇監督を起用した。
2015年には"Art Your Life" 〜four season tour〜の4公演の舞台裏に迫ったドキュメンタリー、"Art Your Life" ～documentary～を渋谷のUPLINKにて一夜限り上映。その後、1年間の公演活動休止に入るも、6月に"Art Your Life"～documentary～とシングル"breath / dawn is soon"を共にデジタル配信限定で発売。9月にはクロード・ドビュッシーの"月の光"をカバーした"Clair de Lune 〜月の光〜"を、12月には"Vanity Underground"を立て続けにリリース。
2016年に公演活動を再開。7月にプログレバンドptfと北とぴあドームホールにてメガスターを導入しツーマン公演"AYANO x ptf Signs in Darkness with MEGASTAR"を開催。イベントに合わせたアプリもリリース。12月には立体、絵画、インスタレーション、写真、映像など、様々なアーティストを公募し、再び"Art Your Life"シリーズとして"Art Your Life"～life and death～をギャラリーThe Artcomplex Center of Tokyoにて2日間開催。
2017年10月、"Art Your Life"～life and death～ 2017を前年と同じく、ギャラリーThe Artcomplex Center of Tokyoにて2日間開催。
12月20日にクラシック曲のみをカバーしたアルバム"CLASSICS"をタワーレコード限定で発売。
2018年10月、10月27日、28日に行われた"Art Your Life" 〜life and death〜 2018を最後に活動を休止。
2019年11月、活動休止1周年記念にWEBサイトをリニューアル。
2020年5月、未発表曲"solitude"のMusicVideoを突如公開。レコーディングからMVの制作まですべてリモートで行われた。
12月にはこれまで国内ではCDでしか手に入らなかった1st アルバム"Few Steps to Heaven (and then...)"の国内配信を開始。
2022年5月、池袋のサンシャイン劇場で行われた、辻村深月原作、成井豊脚本・演出の舞台「ぼくのメジャースプーン」にて劇中歌として楽曲"Golgotha"が使用された。
8月にはバンド初となるライブ配信を行い、活動の再開と2ndアルバム"Dear every solitude"の発売の発表に併せて4曲をスタジオで演奏。また、同日にシングル"Tales of the wind"を配信限定で発売開始した。

## メンバー
度重なるメンバーチェンジの末、現在はyj、郁の2人にサポートメンバー5人を加えた7人編成で活動。
- yj：ボーカル、ギター

リーダーで唯一のオリジナルメンバー。全ての楽曲の作詞・作曲及び、レコーディング、ミックス、マスタリングまで担当。
AYANOを始める以前はベーシストだった。
- 郁：ベース

3代目のベーシスト。ギャルバンでコピーバンドとして活動していたところ、偶然それを見たyjに誘われ2008年に加入。

サポートメンバー
- コスダ ナオミ：ギター

- アヤ：ヴァイオリン

JIGENNのヴォーカルとして活動中。
- 高島 圭介：ヴァイオリン

プログレバンドptfのリーダーとして活動中。
- 高橋 洋祐：ドラム

ヨルニトケルのドラマーとして活動中。
- ソウダウソ：VJ

LAYD BACK MONDAYのヴォーカルとして活動中。ex.リリィノート。

## 作品

### アルバム
- Few Steps to Heaven (and then...)（2014年1月22日）
- CLASSICS（2017年12月20日）
- Dear every solitude（2022年9月14日）

### シングル
- breath / dawn is soon（2015年6月24日 配信限定）
- Clair de Lune 〜月の光〜（2015年9月16日 配信限定）
- Vanity underground（2015年12月9日 配信限定）
- Tales of the wind（2022年8月28日 配信限定）